# شرايين وسطى كظرية
الشرايين الوسطى الكظرية (شرايين المحفظة الوسطى) هما شريانان صغيران ينشأ كل منهما من أحد جانبي شريان الأبهر البطني قبالة الشريان المساريقي العلوي.
يأخذ الشريانان مسارًا وحشيًا إلى الأعلى، فوق الحجاب الحاجز، إلى الغدد الكظرية ثم يتشابكان مع الفروع الفوق كلوية للشريان الحجابي السفليو الشريان الكلوي.

## روابط خارجية
- صور تشريحية:40:11-0104 في مركز داونستيت الطبي التابع لجامعة نيويورك - "Posterior Abdominal Wall: Branches of the Abdominal Aorta"

1. ↑  نموذج تأسيسي في التشريح، QID:Q1406710